# ウファ
ウファ（ロシア語: Уфа, Ufa、バシキール語：Өфө, Öfö、タタール語：Өфе, Öfe、チュヴァシ語：Ӗпхӳ, Ephü）は、ロシア連邦中央部に位置するバシコルトスタン共和国（バシキリア）の首都。人口は112万人とロシアでも有数の大都市である。ロシア人が人口のうち54.2%を占めるが、地方から転居してくるタタール人（27%）やバシキール人（11.3%）が増加傾向にある。またカザンなどと並び、ロシアに暮らすムスリムの宗教的な中心都市である。
ウラル山脈南部の西麓（ヨーロッパ側）に広がる丘の上に位置し、ヴォルガ川の支流ベラヤ川とウファ川の合流地点に町が広がる。アジアとヨーロッパの境界線となるウラル山脈の分水嶺から西へ100キロメートル。モスクワから東へ1567キロメートル。
ウラル地方の工業の中心であり、電気工業、石油精製、石油化学工業、食品加工などが盛ん。また大学も多数ある学術都市でもある。名産品は蜂蜜など。

## 気候
ウファはステップ地帯の北にあり冷帯に属する。大陸性気候で低雨量と寒い冬が特徴である。1月の平均気温は-12度で、平均最低気温は-17度である。7月の平均気温は19度で平均最高気温は24度である。年平均気温は2.5度、年平均降水量は419mm。降水量は3月が最小。
- - 観測史上最高気温：38.6℃＝101.5°F（1952年7月）
  - 8月としての最高気温：38.5℃＝101.3°F（1936年）
  - 6月としての最高気温：38.3℃＝100.9°F（1921年）

- - 観測史上最低気温：－48.5℃＝－55.3°F（1979年1月）
  - 2月としての最低気温：－43.5℃＝－46.3°F（1976年）
  - 12月としての最低気温：－45.0℃＝－49.0°F（1978年）

夏は30～34℃（86～94°F）ぐらいまで気温が上がることもあるが、夜には20℃以下まで下がりすごしやすい。

## 歴史

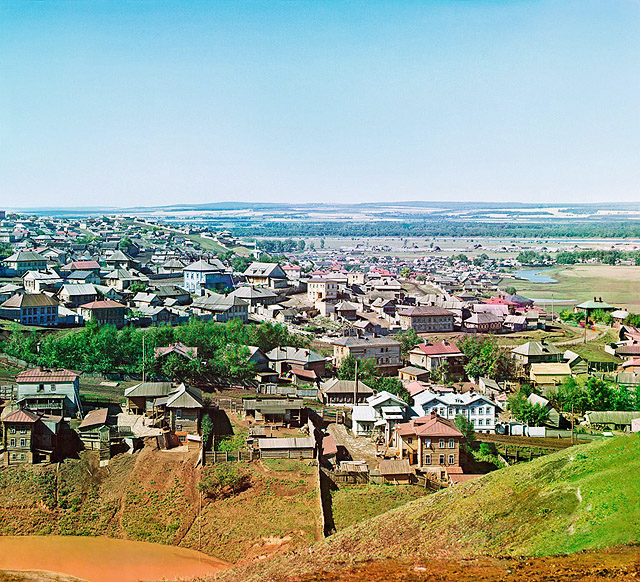
ウファの街（1910年）

1574年にイヴァン4世の命によって、この地に要塞（クレムリ）が建設された。モスクワ国家は16世紀半ばにカザン・ハン国を征服し、その東に住むバシキール人の部族国家を1554年から1557年にかけて傘下に収めたばかりだった。ロシアの南西の辺境となっていたこの地方には遊牧民族の侵入が頻繁だったものの防ぐ要塞や都市がなかったため、ウファ川とベラヤ川の合流点で古い交易路も通る場所に樫の木で作った城壁を張り巡らせた小さな要塞を建てさせた。「樫の町」というあだ名はこれに由来する。当初は要塞が立つ丘の名からトゥラ＝タウ（Tura-Tau）といったが、やがてテュルク語で「小さい」を意味する「ウファ」と呼ばれるようになった。1635年にはシベリアからのテュルク系遊牧民の軍がウファ要塞を陥落させたが、ロシア軍によって撃退された。1759年5月23日には落雷で木造の要塞も町の大部分も炎上した。
17世紀から18世紀にかけてはウファにとっては軍事要塞からこの地方の行政・経済の中心都市へと変化する時期であった。1708年からはカザン県に属し、1728年には新設されたウファ県の中心となった。1744年にはオレンブルクの総督の管轄下となった。1772年には市政府が誕生した。1781年には再度ウファ県が設けられたが1796年にはまたオレンブルク県に属した。1865年には皇帝アレクサンドル2世の勅令によりウファ県（Уфимская губерния）が設置された。
19世紀はバシキール人の遊牧生活や氏族社会が解体に向かう一方、ウファの工業化が始まった。19世紀半ばには1ダース以上の工場が立ち並び、川沿いには造船所も建っていた。1870年にはベラヤ川に定期航路が開設され、1888年から1892年にはカザン・ズラトウースト間の鉄道が開通しウファを通った。製粉工場、製材工場、鉄道や船舶の修理工場なども相次いで建ち始めた。19世紀末には30以上の工場がウファにはあり、さらに肉市場なども立つなどの活況を呈した。

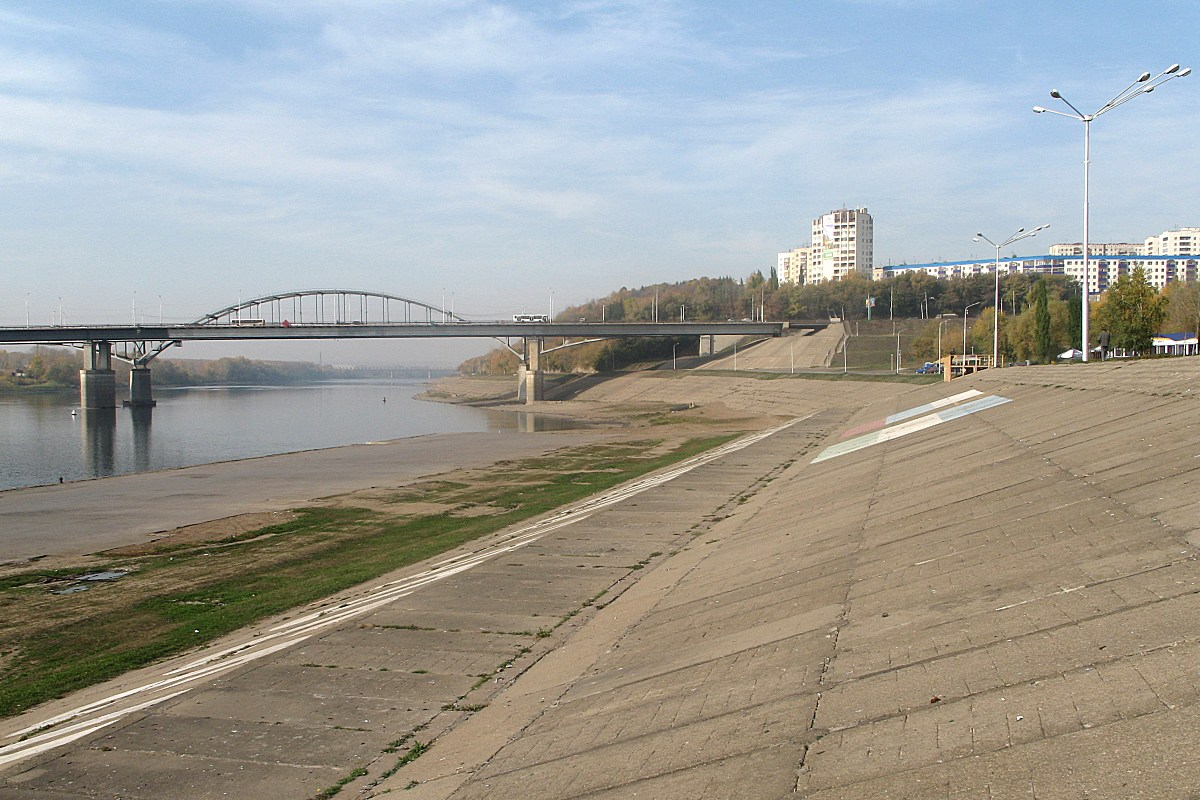
ベラヤ川

ロシア革命後のロシア内戦ではウファも反革命軍の拠点となったが、1922年にはバシキール自治ソビエト社会主義共和国（BASSR）の首都となった。1920年代から1930年代にかけてはウファ市街は急成長した。食品や繊維や木材などの軽工業が発展したほか、ソ連の重工業化を進めた第一次五ヶ年計画では自動車工場などがウファに作られ、1939年には最初の石油精製工場が稼働した。第二次世界大戦ではさらに多くの工場・研究所・政府機関がドイツ軍の迫るロシア西部からウファへと疎開した。
戦後は石油の採掘と精製がバシキールの主産業となった。1950年代には新たな石油精製工場も完成し、第三の精製工場もすぐ後に完成した。さらに石油化学工業や重機械工業も成立した。1956年にはウファ市の北にあったチェルニコフスク市が併合された。

## 文化・教育・観光

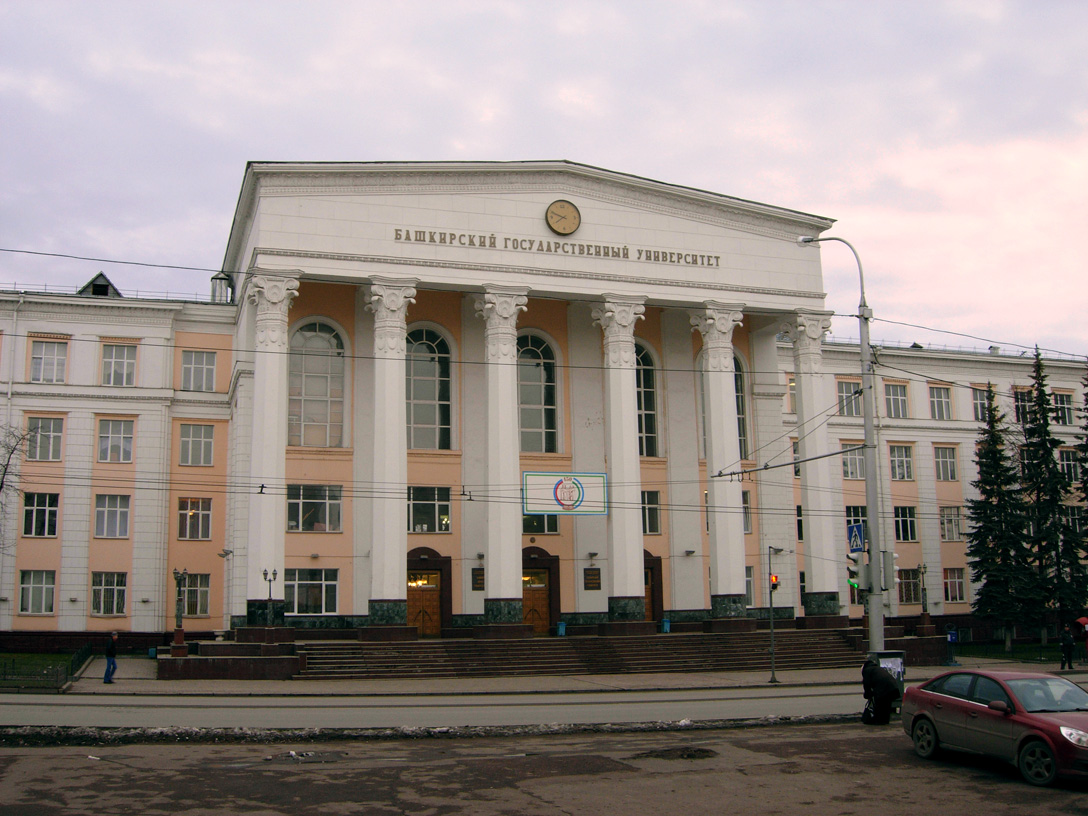
バシキール国立大学

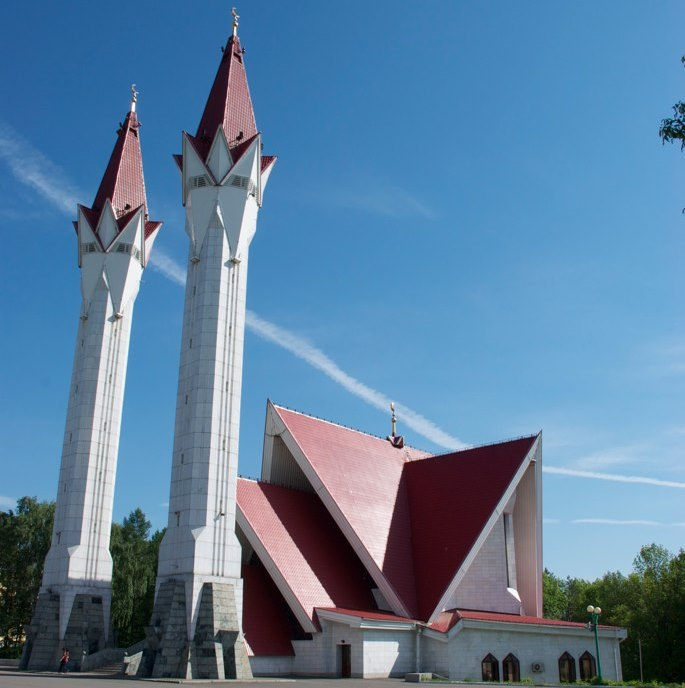
リャイリャ・チューリップ・モスク（Мечеть Ляля-Тюльпан）

ウファには文化宮殿やバシコルトスタン国立劇場などの文化施設があるほか、バシコルトスタン国立の諸大学、航空機工業や石油産業に関する大学など、数多くの大学が集中する。
バシキール人の民族的英雄・サラヴァト・ユラーエフの像はベラヤ川沿いに1968年に建てられ、2004年に改修された。1965年に建てられたバシキール人とロシア人の友好を記念するモニュメントもあるほか、市の北部には大きなモスク（リャイリャ・チューリップ・モスク）も新設された。

## 経済
ウファの主要な企業には、1925年に創立され航空機用ジェットエンジンなどの生産で知られるウファ・エンジン製造合同（UMPO、ウファ・モーター、ОАО «Уфимское моторостроительное производственное объединение»）、石油やガスを生産するバシネフチ（Bashneft、ОАО «АНК «Башнефть»»）、石油化学企業であるウファネフチェヒム（UFNC、Ufaneftekhim、ОАО «Уфанефтехим»）がある。

## 墓地
ラミ・ガリポフ（Rami Yagafarovich Garipov、1932年-1977年）は、バシコルトスタンの国民詩人で、ウファのイスラム教徒の墓地に埋葬されている。 Biisheva、Zainab Abdullovna（1908-1996）-バシコルトスタンの人々の作家、小説家、詩人、劇作家、翻訳者。 Kadyrov,Gabdrakhman Fayzurakhmanovich(1941-1993)-ソ連の選手(モータースポーツ,スピードウェイ),氷の上でオートバイレースで六回の世界チャンピオン(1966, 1968, 1969, 1971-1973), ヨーロッパチャンピオン（1964年）。

## 交通
- ウファ国際空港 - UFA (UWUU)

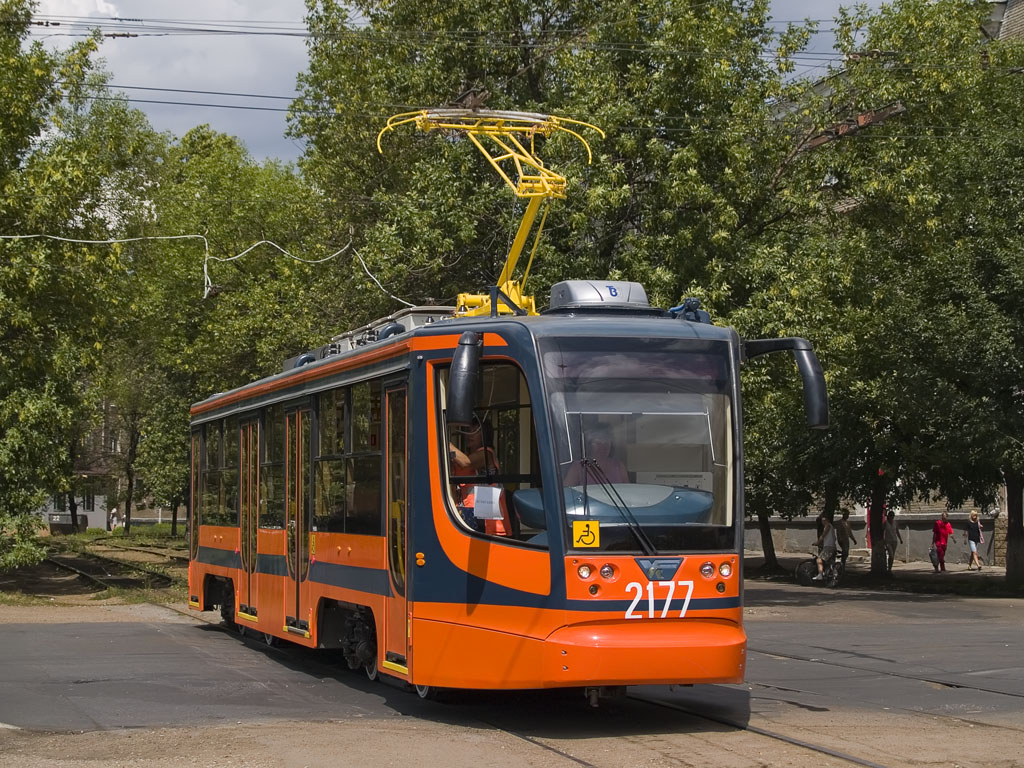
ウファの市電

- ウファ空港 (Ufa Maximovka Airport) - none(UWUM)

また、ウファ駅はシベリア鉄道の本線上にはないがモスクワやシベリア方面に向かう列車も通る。ウファでは、モスクワ・リャザン・サマーラを通る高速道路M5に、モスクワ・ニジニ・ノヴゴロド・カザンを通る高速道路M7が合流している。M5はウファから東のシベリア方面に向かっている（シベリア横断道路）。
- ウファ市電

## 著名な出身者
- セルゲイ・ドヴラートフ: 作家
- ルドルフ・ヌレエフ: 舞踏家
- ウラディーミル・スピヴァコフ: 指揮者
- サラヴァト・ユラーエフ: バシキール人の民族的英雄
- ミールサイト・スルタンガリエフ: タタール人の革命家
- ミハイル・ネステロフ: 画家
- ダニール・クビアト:F1ドライバー

## 姉妹都市
- アンカラ（トルコ）
- ラスピニャス（フィリピン）
- ハレ（ドイツ）
- パルディスキ（エストニア）
- アスタナ (カザフスタン)
- 瀋陽市 (中国)
- 合肥市 (中国)
- 南昌市 (中国)
- チチハル市 (中国)